# Demokratischer Aufbruch
Despertar democràtic (alemany: Demokratischer Aufbruch) va ser un moviment i partit polític que va estar actiu durant la caiguda del comunisme i en el període previ a la reunificació alemanya. Va ser un partit menor, però va prendre part en el primer govern elegit democràticament a la República Democràtica Alemanya el 1990 i és especialment conegut perquè la futura cancellera d'Alemanya, Angela Merkel, va començar la seva carrera política dins del partit.